# Hirschen – Da machst was mit
Hirschen – Da machst was mit ist eine deutsche Filmkomödie von  George Inci aus dem Jahr 2014 mit Koproduzentin Beatrice von Moreau in der weiblichen Hauptrolle.

## Handlung
Hirschen ist ein idyllischer Ort, die Bewohner sind glücklich und zufrieden. Doch eines Tages meldet die Fabrik, der alleinige Arbeitgeber im Dorf, Konkurs an. Der Großteil der Dorfbewohner wandert daraufhin ab. Nur wenige entscheiden sich im Ort zu bleiben, darunter die alteingesessene Stammtischrunde. Sie suchen verzweifelt nach einer Lösung, um ihre Heimat nicht verlassen zu müssen. Nach einem Wildunfall in der Nähe des Dorfes wird der verletzte Fahrer von Dorfbewohnern versorgt. Er wohnt in der Pension des Metzgers, wird vom Arzt versorgt, der Mechaniker repariert sein Auto, der Polizist kümmert sich um die Formalitäten und der Bürgermeister bringt ihm die Schönheit des Ortes nahe. Das bringt die Stammtischrunde auf eine ebenso kuriose wie einträgliche Idee. 

## Hintergrund
Hirschen wurde unabhängig ohne Beteiligung von Förderungen und Sendern produziert. Neben zahlreichen Profischauspielern wie Oswald Fuchs, Beatrice von Moreau u. a. wurde der Film mit Volksschauspielern aus Ost- und Nordtirol besetzt. Am 28. August 2014 wurde Hirschen uraufgeführt und lief am 29. August 2014 in den österreichischen Kinos an. Der Deutschlandstart ist im Frühsommer 2015. Neben der deutschen Version des Filmes gibt es eine zweite originale Filmfassung Hirschen – Simply goad! auf "original Tiroler Englisch", die Anfang 2015 fertiggestellt wurde. Für die Filmmusik hat George Inci eine eigene Musik erfunden, die er „Global Folk“ nennt. Weitere Musik für den Film wurde von Gebhard Widemair und Ahilea Durcovski komponiert.